# Škoda VisionC
Das Fahrzeug Škoda VisionC war eine im März 2014 auf dem Genfer Auto-Salon vorgestellte Designstudie in Form eines „viertürigen“ Coupés mit abfallendem Heck von Škoda Auto. Das Design sollte auf dem Autosalon die künftige Designlinie des Herstellers vorstellen.
Das in grüner Farbe lackierte, seriennahe Fahrzeug hat einen aufgeladenen Motor mit Direkteinspritzung (TSI), der mit Erdgas oder Benzin betrieben werden kann. Er hat einen Hubraum von 1,4 Litern und 81 kW (110 PS), der eine Höchstgeschwindigkeit von 214 km/h erreichen soll. Die dreieckförmigen Front- und Nebelscheinwerfer sind neben dem großen Lufteinlass angebracht. Die Heckleuchten im geknickten Heck sind schmal aus Kristallglas gearbeitet. Das Fahrzeug ist mit 19-Zoll-Leichtmetallrädern ausgestattet. Journalisten empfanden das Design als „kantig“ und „charismatisch“.

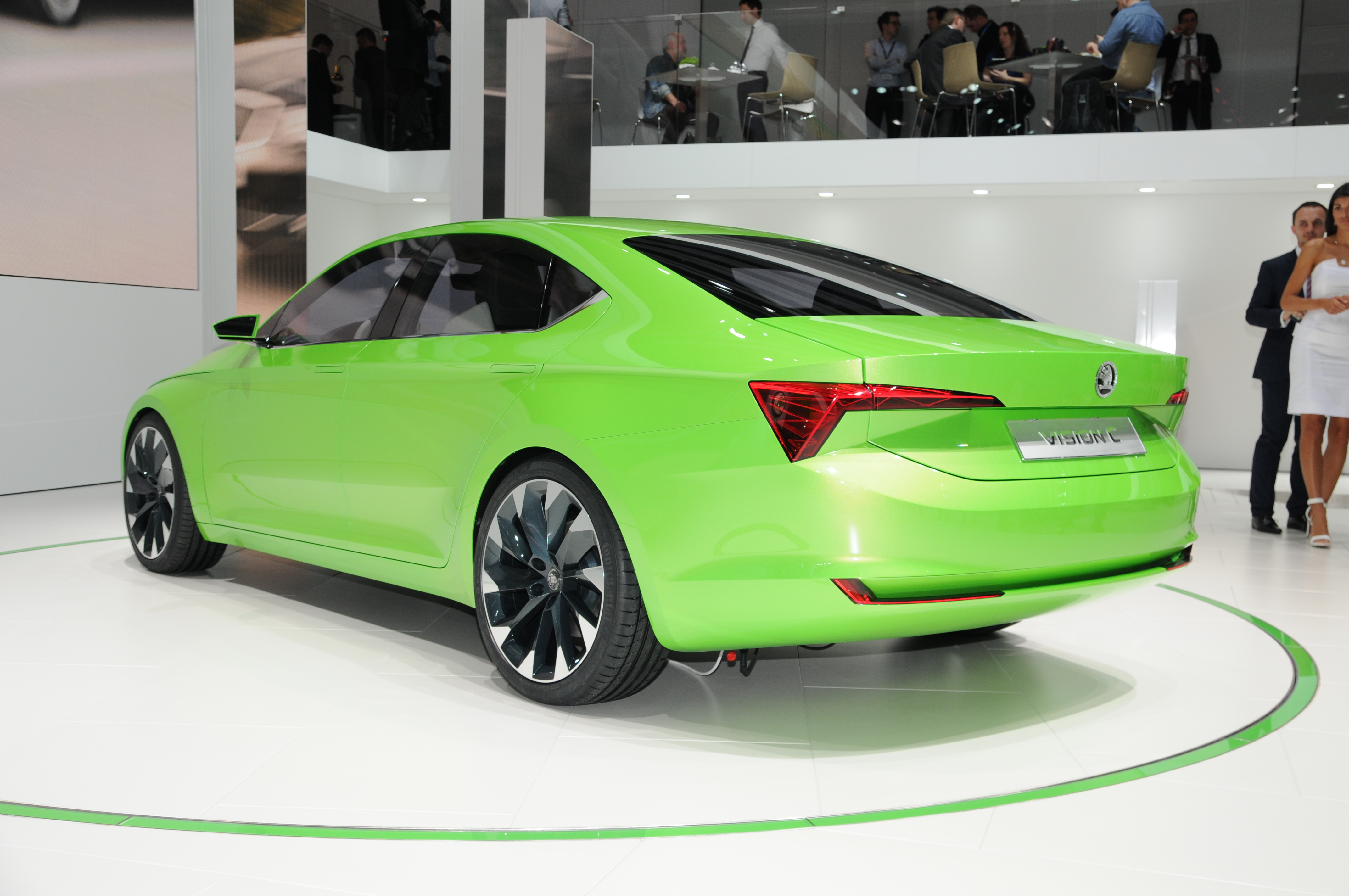
Fahrzeugheck

Eine Besonderheit im Fahrzeuginneren sind Intarsien, die aus böhmischem Kristallglas gefertigt sind. Der Touchscreen in der Mittelkonsole dient überwiegend der Bedienung der Fahrzeugfunktionen. Auf klassische Instrumente wurde bei dem Konzeptfahrzeug verzichtet. Stattdessen hat das Fahrzeug an dieser Stelle einen LCD-Monitor mit integriertem Multimediasystem (unter anderem Navigation). Der Automobildesigner Jozef Kabaň verzichtete auf eine klassische Rücksitzbank im Fond und ließ wie vorne zwei Einzelsitze in Schalenform einbauen. Beim Einlegen des Rückwärtsganges senken sich automatisch die Kopfstützen. Ein weiteres Detail des Konzepts sind die versenkbaren Türgriffe, die auf Berührung ausfahren und danach von selbst wieder einfahren.
Der Luftwiderstandsbeiwert (cw) des Konzeptfahrzeuges beträgt 0,26. Um Gewicht zu sparen, nutzte der Hersteller Kohlenstofffaser für die Gastanks und verwendete feste, warmumgeformte Stähle. Größere Anbauteile wie die Kotflügelseitenteile, die Motorhaube oder die Seitentüren bestehen aus Aluminium.